# Medemblik
Medemblik es un municipio y una ciudad de los Países Bajos, en la provincia de Holanda Septentrional, región de Frisia Occidental. Ubicada en la zona de IJsselmeer, obtuvo los derechos de ciudad en 1289.
El nombre de Medemblik deriva del canal Medemelake o Medemelach, “Miduma” – central (neerlandés: “Middelst”) y  “laku" – canal en terreno pantanoso (holandés; waterloop in moerassig terrein). 
El actual municipio de Medemblik surgió el 1 de enero de 2011 por la fusión de los antiguos municipios de Medemblik, Wervershoof y Andijk. El ayuntamiento está situado en Wognum, en las oficinas de la que fue sede central del quebrado DSB Bank. Cuenta con una superficie de 257,56 km², de los que 121,85 km² corresponden a la superficie ocupada por el agua. El 1 de enero de 2014 tenía una población de 43.320 habitantes, lo que supone una densidad de 356 h/km². 
Incluye las localidades de Abbekerk, Andijk, Benningbroek, Hauwert, Lambertschaag, Medemblik, Midwoud, Nibbixwoud, Onderdijk, Oostwoud, Opperdoes, Sijbekarspel, Twisk, Wadway (parcialmente), Wijzend, Wognum, Wervershoof, Zwaagdijk-Oost y Zwaagdijk-West, además de otra serie de poblaciones menores o aldeas.

## Historia

### La Edad Media
Medemblik era un próspero centro comercial cuando en 1282, Floris V, conde de Holanda, invadió con éxito Frisia Occidental. Floris ordenó construir varios castillos para controlar la región, uno de los cuales es el castillo Radboud en Medemblik, y en 1289 otorgó a Medemblik derechos de ciudad. En 1296 Floris V fue asesinado, y la población frisia local sitió el castillo, pero en 1297 un ejército holandés frustró sus planes de forzar la rendición de la plaza.
Durante los siguientes siglos la ciudad fue atacada varias veces.

### La Edad Moderna
El más notorio de estos ataque ocurrió en junio de 1517, cuando Medemblik fue atacada por el ejército de Johan van Selbach con ayuda de los piratas frisones dirigidos por Pier Gerlofs Donia y Wijard Jelckama. Muchos pobladores se refugiaron en el castillo, al que los piratas sitiaron sin éxito. En represalia descargaron su furia contra el poblado, que incendiaron por completo antes de dispersarse.
Posteriormente, en 1555, un incendio arruinó la ciudad, nuevamente sitiada, al comienzo de la guerra de los Ochenta Años, por los mendigos primero (1572) y por tropas inglesas amotinadas al servicio de las Provincias Unidas entre el 27 de febrero y el 29 de abril de 1588.

### SiglosXIXyXX
En 1811 el emperador Napoleón Bonaparte pensó en construir un puerto para la flota de guerra en Medemblik. Pero la idea nunca se llevó a cabo. Hasta 1850 Medemblik tenía gran actividad marinera, lo que llevó a que allí estuviera establecido el instituto para la marina. Este instituto existe todavía y se llama ‘Landswerf’. Debido a la puesta en funcionamiento del Noordhollandsch Kanaal en 1824, la importancia de Medemblik disminuyó, a lo que se agregó el cierre del Zuiderzee según el plan propuesto en 1891. Estos hechos afectaron negativamente en gran medida a la importancia y actividad de Medemblik. Solo a fines del siglo XX la ciudad ha renacido como centro de deportes acuáticos y de turismo veraniego.
El casco antiguo de Medemblik destaca por sus casas antiguas, muchas de las cuales se remontan al siglo XIX, pero las hay más antiguas que se remontan al siglo XVII. El viejo ayuntamiento, construido en 1929, fue diseñado por el arquitecto A. J. Kropholler, quien también diseñó los ayuntamientos de Asten, Waalwijk y Leidschendam. Medemblik posee numerosos monumentos y edificaciones interesantes, entre los que destaca un molino de grano que aún funciona.
Desde 1887 Medemblik se encuentra conectado con la ciudad de Hoorn mediante una línea de ferrocarril. En la actualidad esta línea es utilizada exclusivamente por el museo de trenes a vapor. 
Durante la Segunda Guerra Mundial muchos de los judíos de Medemblik huyeron. En abril de 1942 los judíos que aún quedaban en Medemblik fueron deportados a Ámsterdam, desde donde fueron trasladados a los campos de concentración.

## Turismo y objetos de interés

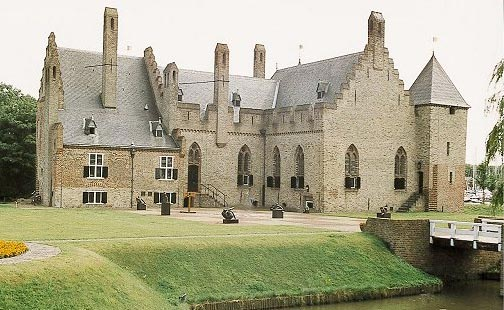
El castillo de Radboud.

Medemblik posee varios interesantes sitios de interés histórico, que la convierten en un destino interesante para el turismo. Entre los puntos de interés se destacan los siguientes:
- El castillo Radboud, se encuentra en la zona este en el puerto de Medemblik. El castillo data de 1288.
- El tren de vapor Hoorn-Medemblik, es una línea de ferrocarril turística que une esta dos ciudades.
- El museo de la panadería, ubicado en el centro histórico de Medemblik, permite asomarse al ambiente y tecnología que utilizaban los panaderos en el pasado. El museo posee un sector interactivo donde los visitantes pueden cocinar sus propios productos, tales como pan y mazapán. El museo se autodenomina “el museo más sabroso de Holanda”.

## Galería de imágenes

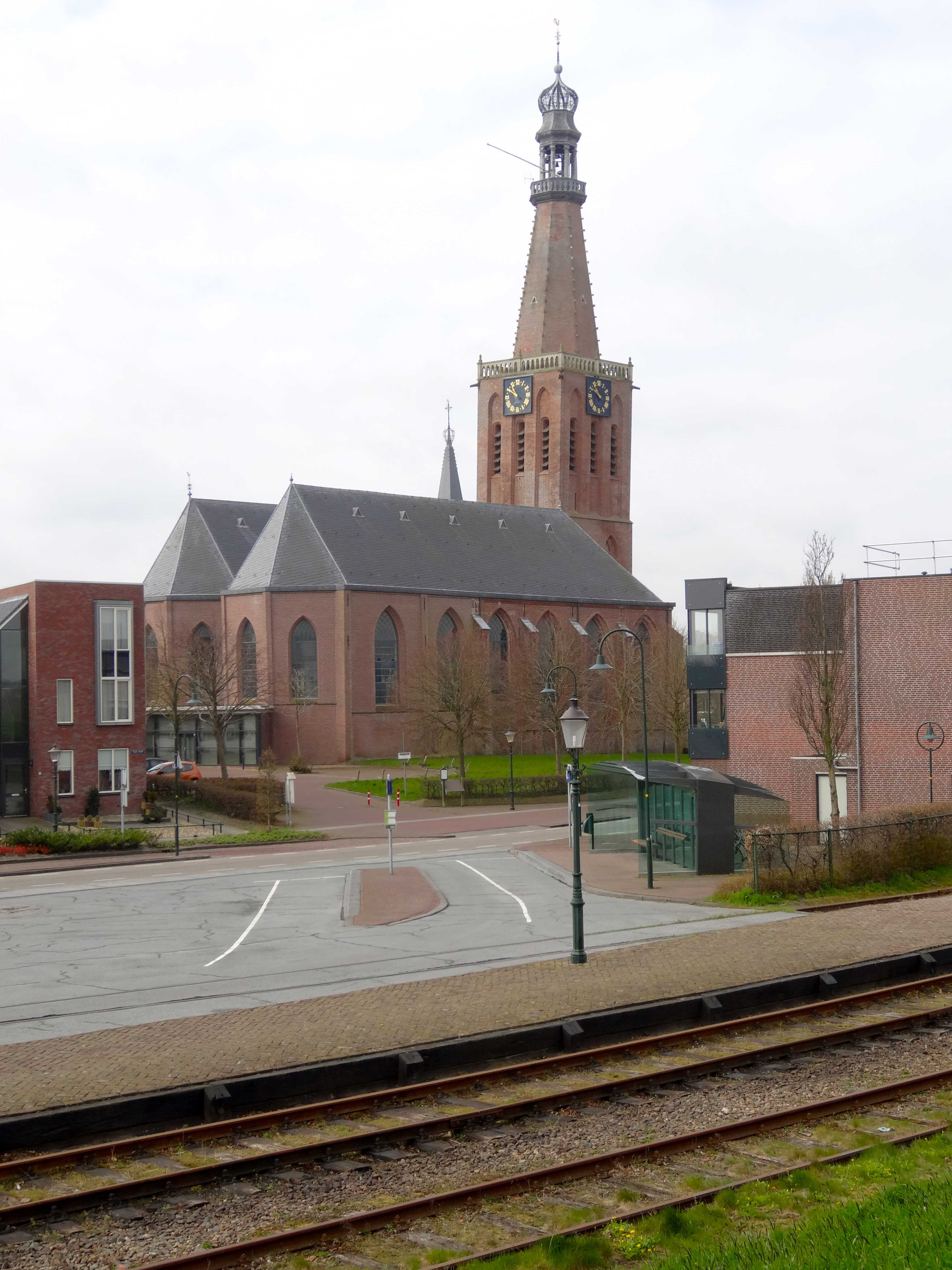
Iglesia de San Bonifacio (torre del siglo XV)
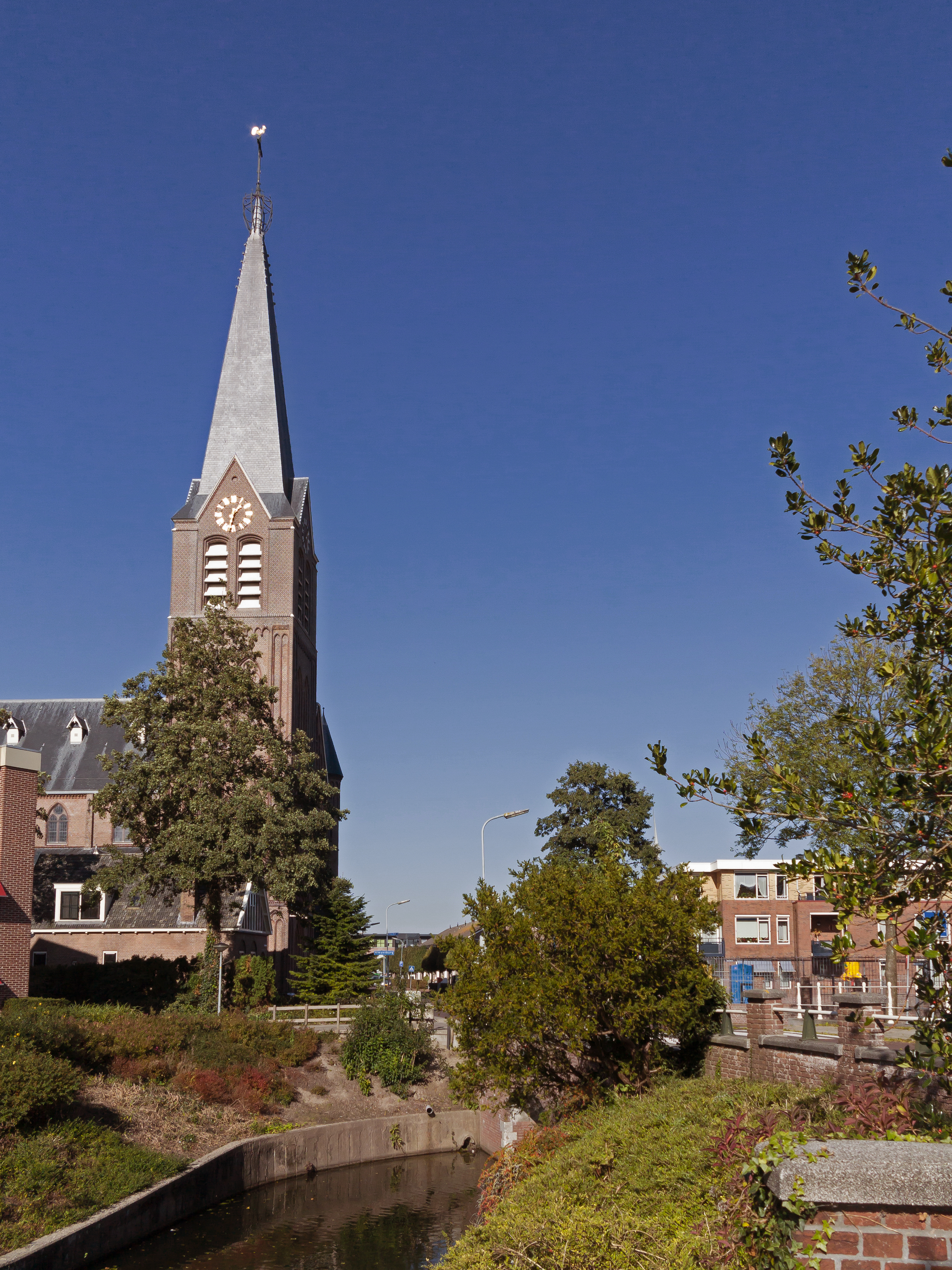
Iglesia de San Martino
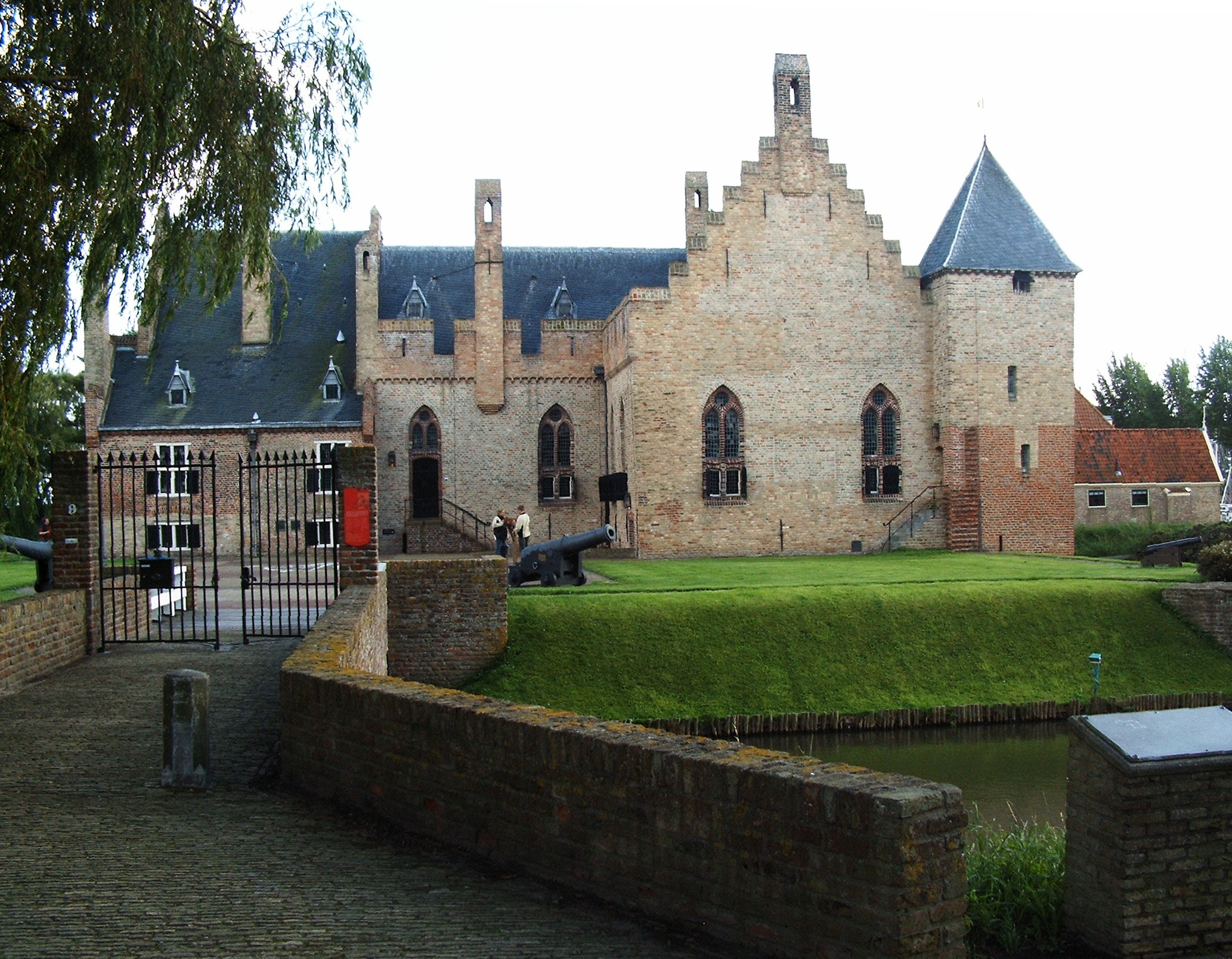
Castillo Radboud, iniciado en el siglo XIII
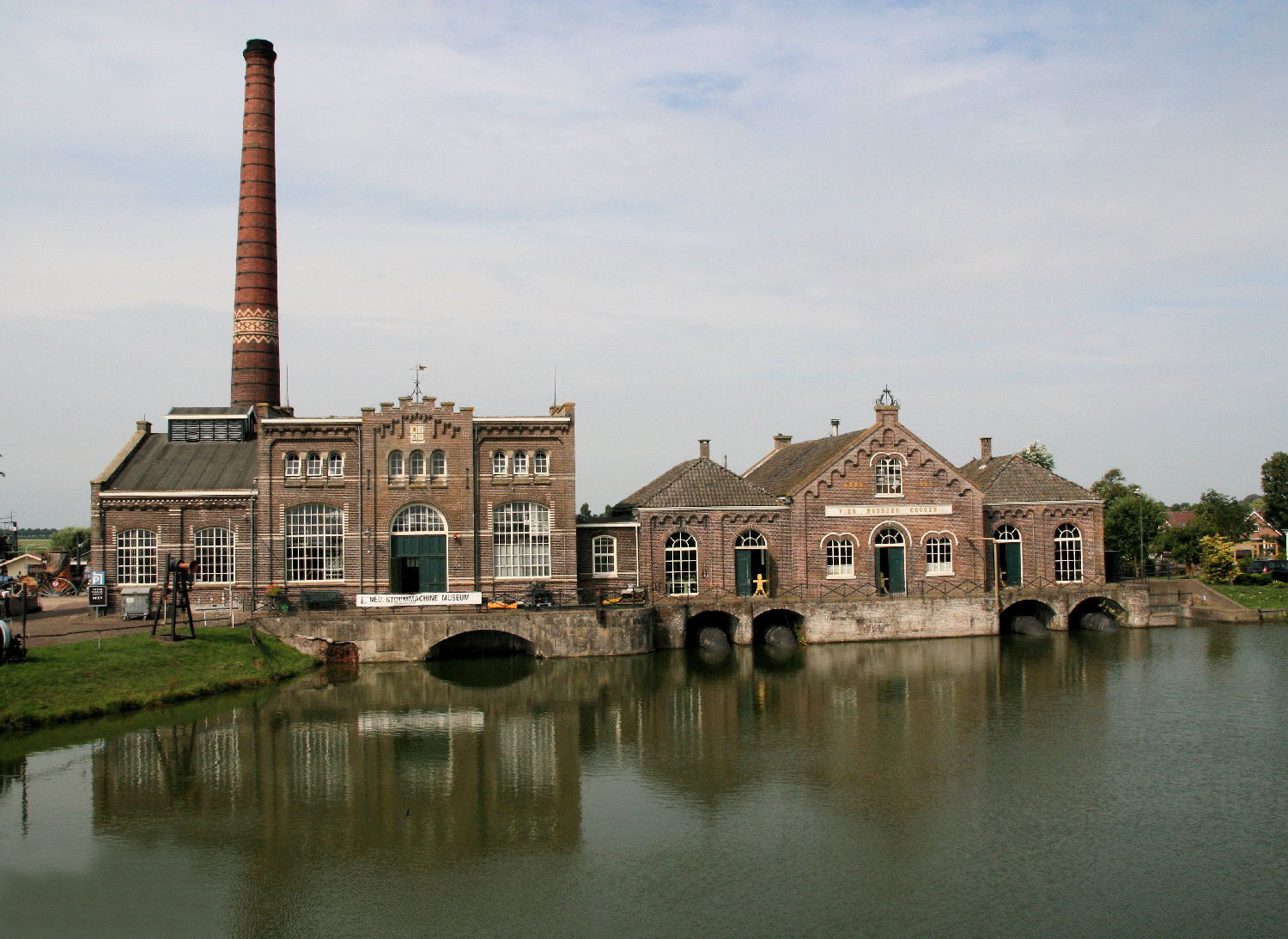
Estación de bombeo Stoomgemaal Vier Noorder Koggen (1869)
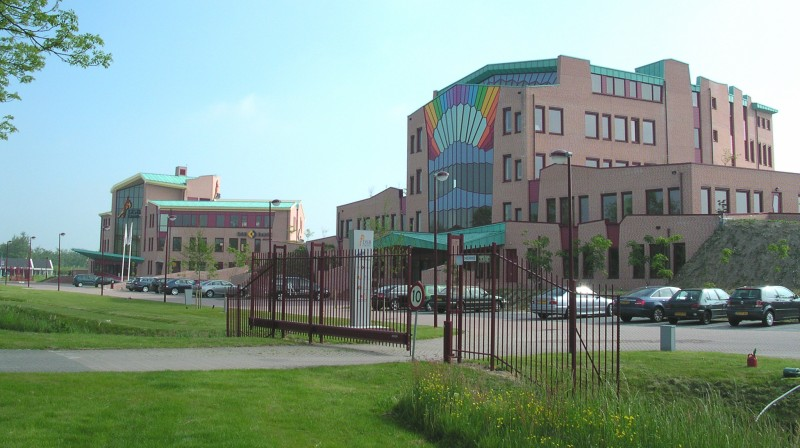
Ayuntamiento de Medemblik en Wognum
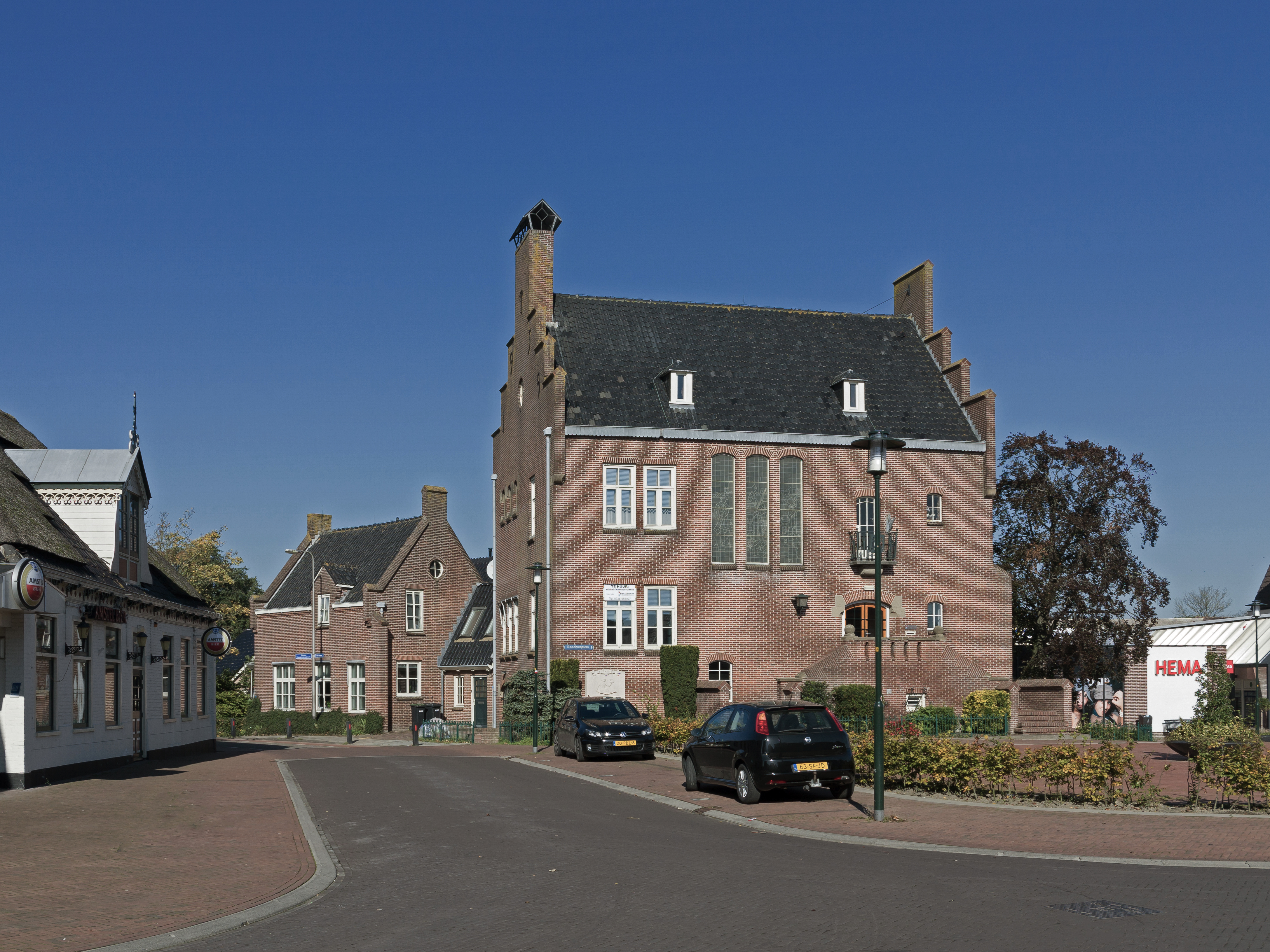
Antiguo ayuntamiento en Wervershoof
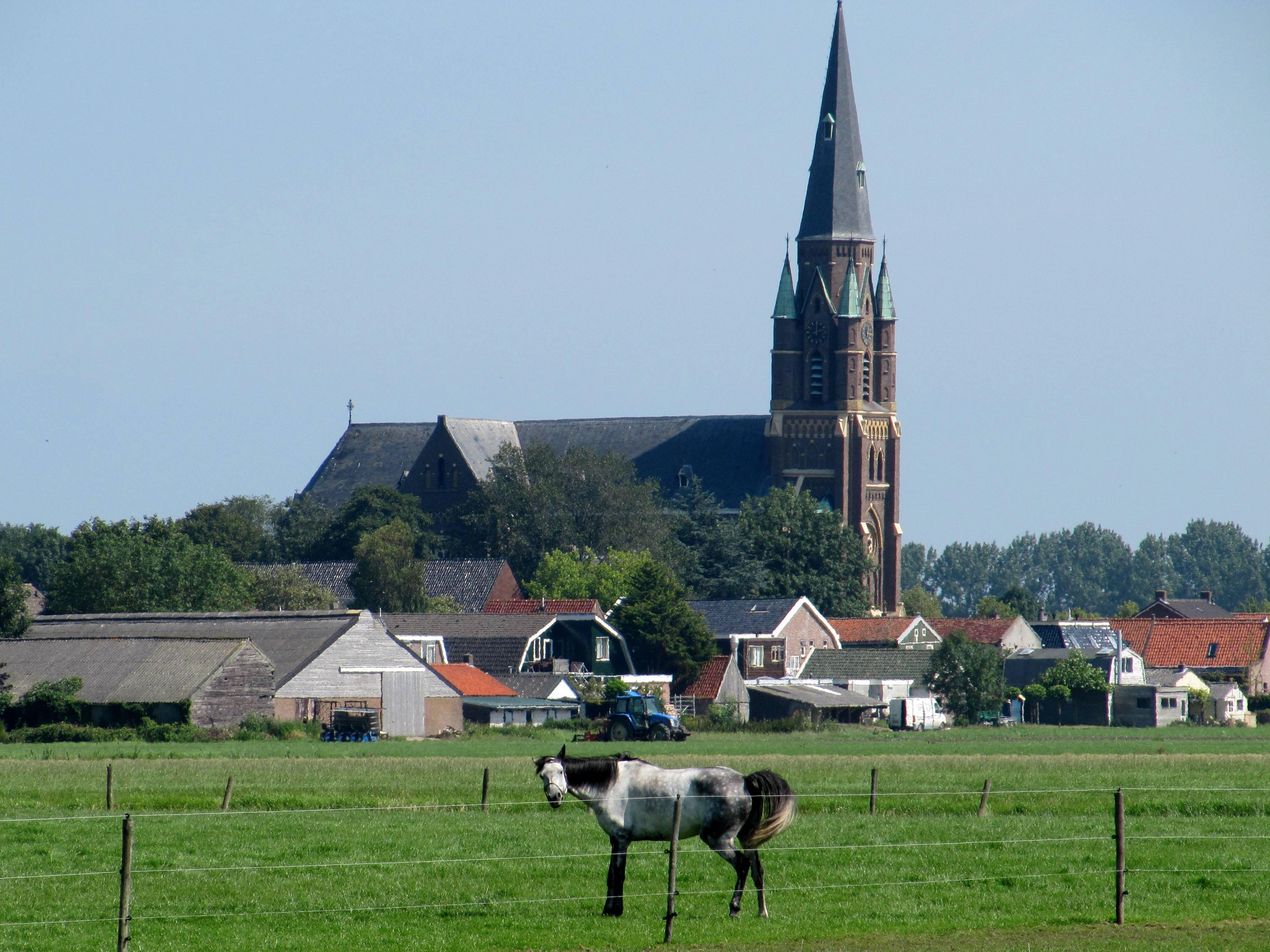
Iglesia de San Werenfridus en Wervershoof
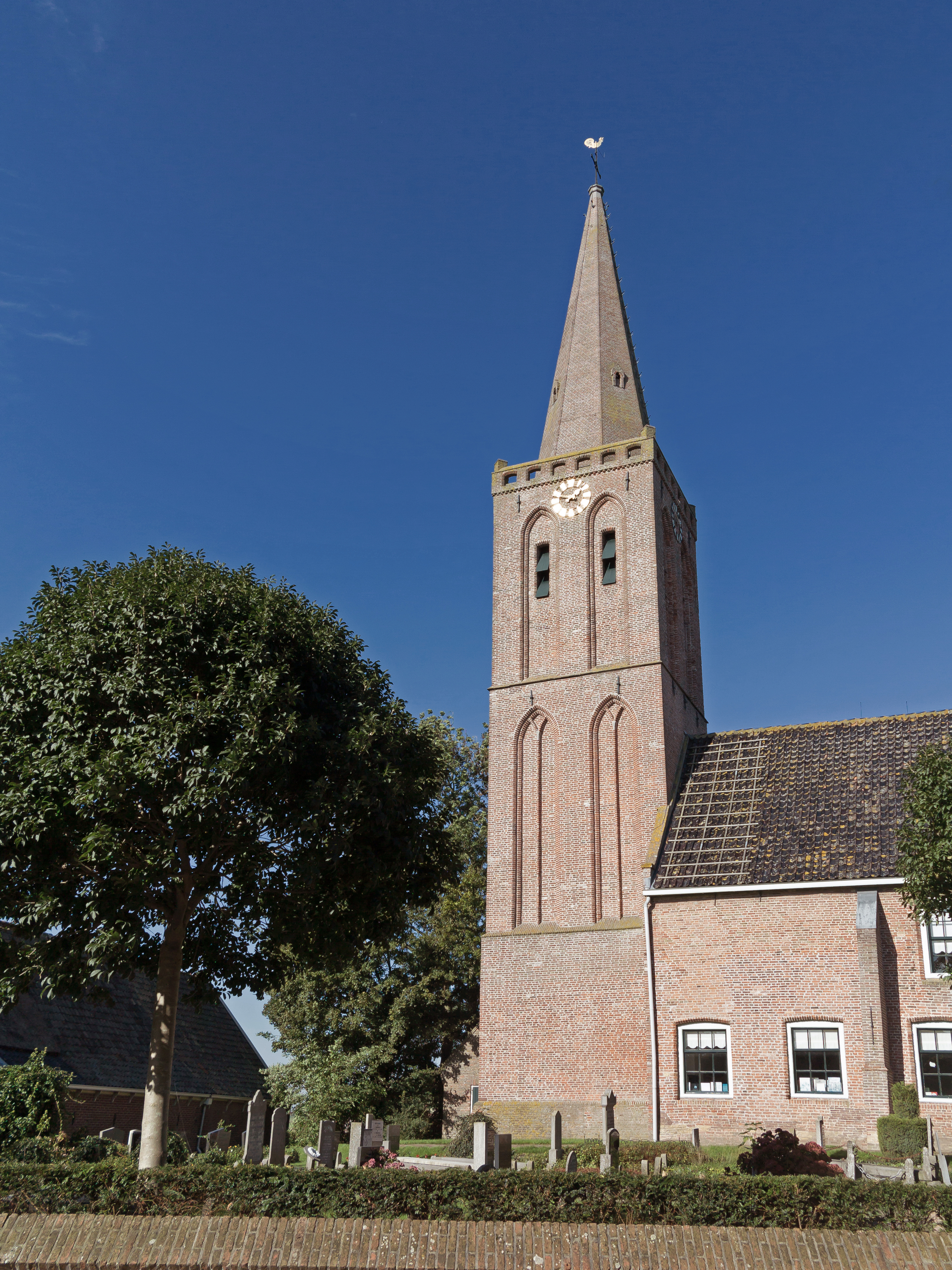
Iglesia protestante en Twisk

## Regatas internacionales
Durante el verano se desarrollan varias regatas internacionales en las aguas próximas a Medemblik. La más importante es la Delta Lloyd Regatta. Durante el evento denominado Medemblik Nautiek, se desarrollan numerosas competiciones y eventos acuáticos, la más importante es una regata que es protagonizada por los medallistas olímpicos. Además hay muchos oportunidades para disfrutar de música en vivo durante el evento. 
Las regatas y el Nautiek se desarrollan en la zona este del puerto de Medemblik.